# Bagnes
Pour l’article ayant un titre homophone, voir Bagne.
 (septembre 2022).
Si vous disposez d'ouvrages ou d'articles de référence ou si vous connaissez des sites web de qualité traitant du thème abordé ici, merci de compléter l'article en donnant les références utiles à sa vérifiabilité et en les liant à la section « Notes et références ».
Bagnes est une ancienne commune suisse du canton du Valais située dans le district d'Entremont et qui englobe plusieurs villages dont Le Châble, Verbier et Bruson.
À la suite de la votation populaire du 10 février 2019, la commune fusionne avec la commune de Vollèges pour former la nouvelle commune de Val de Bagnes, le 1er janvier 2021.

## Géographie

Vue aérienne (1964).

La commune de Bagnes est la cinquième plus grande de Suisse avec une surface totale de 282,2 km2, comparable à celle du canton de Genève (282,44 km2). Elle dépasse ainsi la superficie du canton de Zoug (238 km2). Elle a été pendant longtemps (jusqu’en 2008) la commune la plus étendue de Suisse (dépassée en 2009 par Davos, en 2011 par Glaris Sud et en 2015 par Zernez et Scuol). Avec 6 715 habitants au 1er janvier 2004, auxquels s'ajoutent 1 028 personnes titulaires d'un permis de séjour L, Bagnes occupe le 7e rang des communes valaisannes en matière de population, immédiatement après les communes-villes de la plaine du Rhône. 
Le territoire de la commune se répartit en :
- 2 500 ha de propriétés privées ;
- 6 000 ha d'alpages bourgeoisiaux ;
- 1 500 ha de forêts bourgeoisiales ;
- 19 000 ha de territoires improductifs.

## Situation
Arrosée par la Dranse de Bagnes, la vallée, orientée sud-est nord-ouest, s'ouvre près de Sembrancher au confluent de la Dranse de Bagnes et de la Dranse d'Entremont. De là, la Dranse va se jeter dans le Rhône au coude de Martigny, situé 15 km plus en aval. 
Dans la commune, se trouve la station de ski de Verbier.
La Vallée de Bagnes compte de très nombreux sommets dont le plus prestigieux est certainement le Grand-Combin du haut de ses 4 314 m.

## Population

### Gentilés et surnoms
Les habitants de la commune se nomment les Bagnards. Ils sont surnommés les Moutons.
Les habitants de la localité de Bruson se nomment les Brusonnins. Ils sont surnommés i Peï-Fazo et i Peca-Fâ, soit les fayots et ceux qui mangent des fèves en patois valaisan.
Les habitants de la localité de Sarreyer se nomment les Sarreyiens ou Sarreyains et sont surnommés les Brognons, soit ceux qui coupent le foin sauvage à la faucille,.

### Démographie
Bagnes compte 8 144 habitants au 31 décembre 2020, date de sa fusion avec Vollèges.
Évolution de la population de Bagnes entre 1850 et 2023,
Le graphique qui aurait dû être présenté ici ne peut pas être affiché car il utilise l'ancienne extension Graph, désactivée pour des questions de sécurité. Des indications pour créer un nouveau graphique avec la nouvelle extension Chart sont disponibles ici.

## Monuments et curiosités
Le Châble est le principal centre de la vallée de Bagnes. L'église paroissiale Saint-Maurice est un édifice de style gothique tardif construit entre 1520 et 1524 avec un clocher à lucarnes datant de 1488. L'église comporte trois nefs et un chœur polygonal fermé par une belle grille en fer forgé de 1683. Sur le maître-autel se trouve une copie de la Cène de Léonard de Vinci datant du XIXe siècle ; le mobilier remonte aux XVIIIe siècle et XIXe siècle. L'ossuaire construit en 1560 contient un intéressant groupe de statues baroques du XVIIe siècle. Au sud de l'église se trouve une cure du XVIe siècle ou du XVIIe siècle.
Près du pont se tient l'abbaye construite au début du XVe siècle. et transformée au XVIIe siècle. Il s'agit d'un édifice de forme carrée dont l'entrée est précédée d'un porche à colonnes. L'abbaye servit de résidence d'été à l'abbé de Saint-Maurice.
À Villette se trouve un bel ensemble de maisons traditionnelles en bois ainsi qu'un moulin.
Au Cotterg, on peut voir sur la place du village une fontaine monolithique.
À Mauvoisin, la chapelle construite vers 1730 occupe probablement l'emplacement d'une ancienne tour de garde. Le barrage de Mauvoisin a été construit entre 1950 et 1958.
À la Louvie et au Giétro, on peut admirer des alpages typiques.

## Personnalités
- William Besse (1968-), skieur suisse de Bruson
- Maurice Chappaz (1916-2009), écrivain et poète suisse de Le Châble
- Roland Collombin (1951-), skieur, médaillé olympique originaire de Versegères
- Justin Murisier (1992-), skieur
- Mgr André Perraudin (1914-2003), né à Bagnes, archevêque de Kabgayi (Rwanda)
- Philippe Roux (1952-), skieur et pilote de rallye de Verbier
- Maurice Troillet (1880-1961), politicien né au Châble

## Publications
La commune a fait l'objet de nombreuses publications. Un ouvrage de référence de 1965 énumérait déjà 20 écrits.